# Umělecký styl
Umělecký styl je způsob psaní textu, který používají zejména spisovatelé. Zaměřuje se na funkci poznávací, estetickou a osobitost vyjádření.

## Umělecká próza
Převažuje zejména vypravování či popis. Často dochází k prolínání více slohových postupů.

## Drama
V současném jazykovém provedení se neliší moc od běžné řeči.